# Pallacanestro alla VII Universiade
Il torneo di pallacanestro della VII Universiade si è svolto a Mosca, Unione Sovietica, nel 1973.

## Medagliere
| Posizione | Paese            |   |   |   | Totale |
| --------- | ---------------- | - | - | - | ------ |
| 1         | Stati Uniti      | 1 | 1 | 0 | 2      |
| 1         | Unione Sovietica | 1 | 1 | 0 | 2      |
| 3         | Brasile          | 0 | 0 | 1 | 1      |
| 3         | Corea del Sud    | 0 | 0 | 1 | 1      |
| Totale    | Totale           | 2 | 2 | 2 | 6      |